# Gás bidimensional
Um gás bidimensional é um conjunto de N objetos que são obrigados a mover-se em um espaço planar ou bidimensional em um estado gasoso. Os objetos podem ser: elementos de um gás ideal, tais como um discos rígidos submetendo-se a colisões elásticas; partículas elementares; ou qualquer objeto em física que obedeça leis do movimento. O conceito de um gás bidimensional é usado porque:
- a questão a ser estudada realmente ocorre em duas dimensões (a superfície de certos fenômenos moleculares) ou;
- a forma bidimensional do problema é mais maleável do que o análogo matematicamente mais complexo de problema tridimensional.

Enquanto físicos estudaram interações de dois corpos simples em um plano durante séculos, a atenção dada ao gás de duas dimensões (com muitos corpos em movimento) é um exercício do século XX. Aplicações levaram a uma melhor compreensão da termodinâmica dos gases, supercondutividade, determinados problemas de estado sólido e várias questões de mecânica quântica.

## Mecânica clássica

Colisão elástica em duas dimensões

Pesquisas na Universidade de Princeton no início da década de 1960 colocaram a questão de saber se a estatística de Maxwell–Boltzmann e outras leis termodinâmicas poderiam ser derivadas das leis Newtonianas aplicadas a sistemas com múltiplos corpos em vez dos métodos convencionais da mecânica estatística. Embora essa pergunta pareça intratável a partir de uma solução de forma fechada tridimensional, o problema se comporta de maneira diferente no espaço bidimensional. Em particular, um gás bidimensional ideal foi examinado do ponto de vista do tempo de relaxamento até a distribuição da velocidade de equilíbrio, dadas várias condições iniciais arbitrárias do gás ideal. Os tempos de relaxamento mostraram-se muito rápidos: na ordem do tempo livre médio.
Em 1996, uma abordagem computacional foi adotada para o problema de não-equilíbrio da mecânica clássica do fluxo de calor dentro de um gás bidimensional. Este trabalho de simulação mostrou que, para N> 1500, é obtida uma boa concordância com sistemas contínuos.

## Gás de elétrons

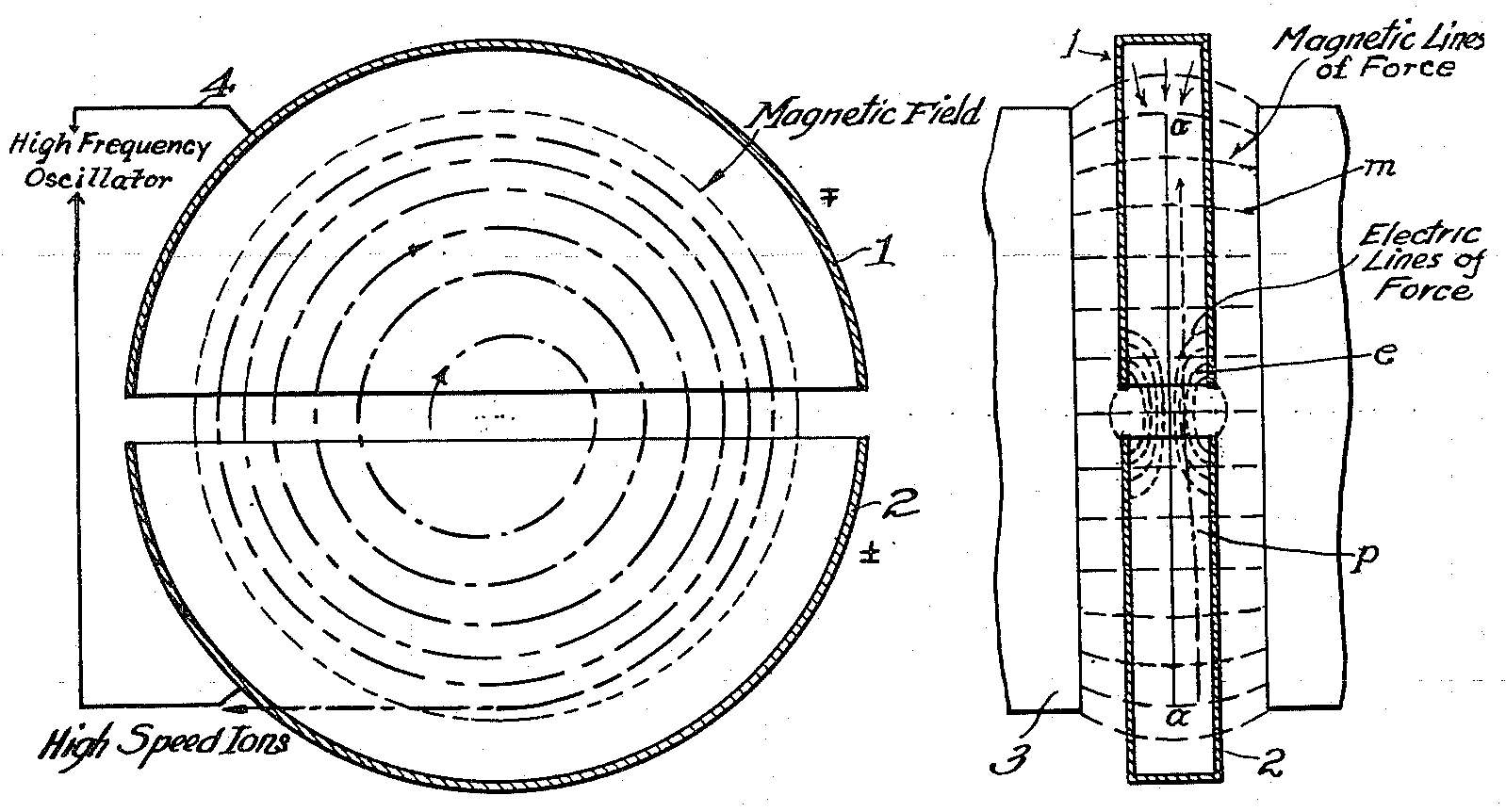
Diagrama de operação de cíclotron da patente de 1934 de Lawrence.

Embora o princípio do cíclotron para criar uma matriz bidimensional de elétrons existisse desde 1934, a ferramenta originalmente não era realmente usada para analisar interações entre os elétrons (por exemplo, dinâmica de gás bidimensional). Uma investigação inicial explorou o comportamento da ressonância de cíclotron e o efeito De Haas-Van Alphen em um gás de elétrons bidimensional. O investigador conseguiu demonstrar que, para um gás bidimensional, o período de oscilação De Haas - van Alphen é independente das interações elétricas de curto alcance.

## Aplicações posteriores ao gás de Bose
Em 1991, foi feita uma demonstração teórica de que um gás de Bose pode existir em duas dimensões.  No mesmo trabalho, foi feita uma recomendação experimental para verificar a hipótese.

## Pesquisa experimental com um gás molecular
Em geral, gases moleculares 2D são experimentalmente observados em superfícies que interagem fracamente, como metais, grafeno, etc. a uma temperatura não criogênica e uma baixa cobertura superficial. Como uma observação direta de moléculas individuais não é possível devido à rápida difusão de moléculas na superfície, os experimentos são indiretos (observando uma interação de um gás 2D com o ambiente, por exemplo, a condensação de um gás 2D) ou integral (medindo propriedades integrais de 2D gases, por exemplo, por métodos de difração).
Um exemplo da observação indireta de um gás 2D é o estudo de Stranick et al. que usou um microscópio de corrente de tunelamento em ultra-alto vácuo (UHV) para obter imagens de uma interação em camada de gás benzeno bidimensional em contato com uma superfície interface sólida a 77 kelvins. Os pesquisadores foram capazes de observar moléculas móveis de benzeno na superfície de Cu(111), ao qual aderiu uma película monomolecular plana de benzeno sólido. Assim, os cientistas puderam testemunhar o equilíbrio do gás em contato com seu estado sólido.
Métodos integrais capazes de caracterizar um gás 2D geralmente se enquadram na categoria de difração (veja, por exemplo, estudo de Kroger et al.). A exceção é o trabalho de Matvija et al. que usou um microscópio de corrente de tunelamento para visualizar diretamente uma densidade média no tempo de moléculas local em uma superfície. Este método é de importância especial, pois oferece uma oportunidade para investigar propriedades locais de gases 2D; por exemplo, permite visualizar diretamente uma função distribuição radial de um gás molecular 2D em um espaço real.
Se a cobertura superficial dos adsorbatos for aumentada, um líquido 2D é formado, seguido por um sólido 2D. Foi demonstrado que a transição de um gás 2D para um estado sólido 2D pode ser controlada por um microscópio de corrente de tunelamento o qual pode afetar a densidade local de moléculas via um campo elétrico.

## Implicações para pesquisas futuras
Existe uma multiplicidade de direções de pesquisa em física teórica para estudo através de um gás bidimensional. Exemplos destes são
- Fenômenos complexos da mecânica quântica, cujas soluções podem ser mais apropriadas em um ambiente bidimensional;
- Estudos de transições de fase (por exemplo, fenômenos de fusão em uma superfície plana);
- Fenômenos de filmes finos, como deposição química em fase vapor;
- Excitações de superfície de um sólido.